# Olivar (Chile)
Olivar es una comuna de la zona central de Chile, ubicada en la Región del Libertador General Bernardo O'Higgins, específicamente en la provincia de Cachapoal. Tiene su capital en la localidad de Olivar Alto, y se ubica a unos 10 km al suroeste de la ciudad de Rancagua.
Limita con las comunas de Rancagua, Requínoa, Machalí y Coínco. Por su margen norte corre el río Cachapoal, que lo separa de la comuna de Rancagua y de la comuna de Doñihue. Olivar es la comuna de menor superficie de la región de O'Higgins y la de menor tamaño en Chile que no se halla ubicada en un área metropolitana. Se prevé que Olivar pase a formar parte, en un futuro, de la conurbación de Rancagua. 

## Historia
A inicios del siglo XVII, el gobernador Alonso García Ramón entregó a los dominicos los terrenos comprendidos entre las Termas de Cauquenes y la Estancia La Laguna, franja en donde actualmente se emplaza la comuna de Olivar. Los primeros indicios de ocupación de la comuna se remontan a la década de 1620, cuando los jesuitas recibieron de parte de los domínicos y del encomendero de Chacayes don Luis Fernández de Córdova, 500 cuadras que abarcan los territorios de Olivar, con fines de evangelización.
En 1758 el futuro Obispo Manuel de Alday y Aspée visita Olivar, que en ese entonces era parte del curato de San Fernando. Para 1777, en Olivar habitaban cerca de 915 personas, incluyendo criollos, mestizos, indígenas y mulatos.

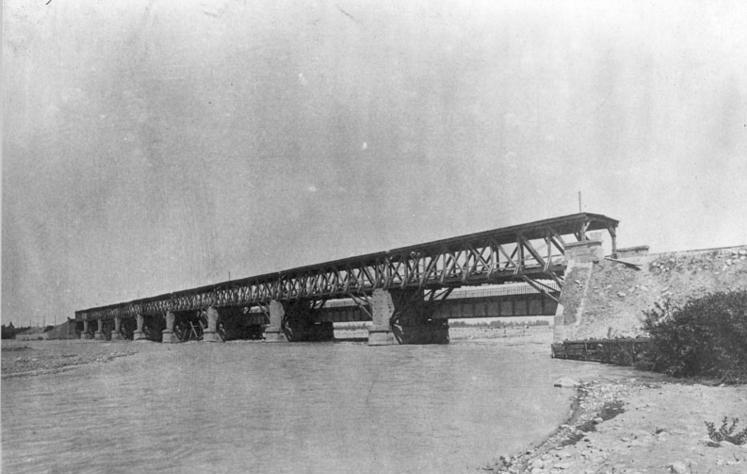
Puente del río Cachapoal hacia el año 1900, que conecta las comunas de Rancagua y El Olivar.

En 1831 se crea el Departamento de Caupolicán, del cual Olivar sería su tercera subdelegación. En 1824 nace la parroquia de Olivar Bajo, llamada "Nuestra Señora de la Merced" y en 1840 se construiría la Parroquia de Olivar Alto llamada "Nuestra Señora del Carmen". Los límites de Olivar se fijarían en 1846, siendo el río Cachapoal su límite norte, tal como lo es hoy en día. El resto de los límites cambiarían en 1927 con la nueva organización territorial implantada por el gobierno de Carlos Ibáñez del Campo. Así nace la comuna de Olivar, que abarca la antigua subdelegación 6.º de Olivar.
Los tradicionales olivos que dieron origen a la comuna fueron paulatinamente reemplazados a inicios del siglo XX por manzanos y ciruelos, bases de la economía olivarina actual. Las primeras plantaciones de manzanos las realizan el doctor Antonio Salinas y don Noël Redard Junod en su fundo, San Carlos, de Olivar Alto. Juan Nicolás Rubio, empresario rancagüino, instaló en Olivar una sucursal de la Fábrica Nacional de Conservas, pujante empresa que tuvo su esplendor en la década de 1910.
El 25 de abril de 1969 se funda la Primera Compañía del Cuerpo de Bomberos de Olivar.

## Geografía

### Geomorfología
La comuna de Olivar se encuentra emplazada en la unidad geomorfológica de Cuenca de Rancagua.
Olivar se encuentra inserta dentro del Valle del Cachapoal, cuyo clima es propicio para la agricultura y las actividades del campo. De hecho, una de ellas le dio el nombre a la comuna, por las extensas plantaciones de olivo que existen en la zona.

### Clima
Presenta según la clasificación climática de Köppen clima mediterráneo de lluvia invernal (Csb). Las estaciones del año se presentan claramente marcadas, con veranos en general sumamente calurosos y secos e inviernos lluviosos, suaves y húmedos.En años fríos no son raras unas nevadas. Aunque hay precipitaciones durante todo el año, los meses donde se concentran las lluvias son mayo, junio, julio y agosto. En Olivar caen en promedio entre 505 y 538 mm anuales.
| Parámetros climáticos promedio de Olivar                   | Parámetros climáticos promedio de Olivar | Parámetros climáticos promedio de Olivar | Parámetros climáticos promedio de Olivar | Parámetros climáticos promedio de Olivar | Parámetros climáticos promedio de Olivar | Parámetros climáticos promedio de Olivar | Parámetros climáticos promedio de Olivar | Parámetros climáticos promedio de Olivar | Parámetros climáticos promedio de Olivar | Parámetros climáticos promedio de Olivar | Parámetros climáticos promedio de Olivar | Parámetros climáticos promedio de Olivar | Parámetros climáticos promedio de Olivar |
| Mes                                                        | Ene.                                     | Feb.                                     | Mar.                                     | Abr.                                     | May.                                     | Jun.                                     | Jul.                                     | Ago.                                     | Sep.                                     | Oct.                                     | Nov.                                     | Dic.                                     | Anual                                    |
| ---------------------------------------------------------- | ---------------------------------------- | ---------------------------------------- | ---------------------------------------- | ---------------------------------------- | ---------------------------------------- | ---------------------------------------- | ---------------------------------------- | ---------------------------------------- | ---------------------------------------- | ---------------------------------------- | ---------------------------------------- | ---------------------------------------- | ---------------------------------------- |
| Temp. máx. abs. (°C)                                       | 39                                       | 35.7                                     | 36                                       | 32.3                                     | 31                                       | 26                                       | 28                                       | 29                                       | 32                                       | 33.3                                     | 34.7                                     | 38                                       | 39                                       |
| Temp. máx. media (°C)                                      | 32                                       | 30                                       | 27                                       | 23                                       | 18                                       | 15                                       | 15                                       | 16                                       | 18                                       | 22                                       | 26                                       | 28                                       | 22.3                                     |
| Temp. media (°C)                                           | 22                                       | 20.5                                     | 18.5                                     | 15                                       | 11.5                                     | 9                                        | 7.5                                      | 10                                       | 11.5                                     | 14.5                                     | 17.5                                     | 19.5                                     | 14.7                                     |
| Temp. mín. media (°C)                                      | 12                                       | 11                                       | 10                                       | 7                                        | 5                                        | 3                                        | 0                                        | 4                                        | 5                                        | 7                                        | 9                                        | 11                                       | 7.3                                      |
| Temp. mín. abs. (°C)                                       | 5.4                                      | 5                                        | 3.5                                      | -1.8                                     | -5.9                                     | -6.2                                     | -4.9                                     | -6.2                                     | -2.3                                     | -3                                       | 1.6                                      | 3.3                                      | -6.2                                     |
| Lluvias (mm)                                               | 0                                        | 4                                        | 11                                       | 22                                       | 70                                       | 125                                      | 144                                      | 92                                       | 27                                       | 10                                       | 6                                        | 0                                        | 505                                      |
| Días de lluvias (≥ 1 mm)                                   | 0                                        | 1                                        | 1                                        | 2                                        | 4                                        | 6                                        | 6                                        | 5                                        | 3                                        | 2                                        | 1                                        | 0                                        | 31                                       |
| Fuente: MSN http://es.climate-data.org/location/2053/ 2008 |                                          |                                          |                                          |                                          |                                          |                                          |                                          |                                          |                                          |                                          |                                          |                                          |                                          |

### Hidrografía
Esta comuna se halla en la cuenca hidrográfica de río Rapel. Además, la comuna posee diversos cuerpos de agua, entre los que se destacan el río Cachapoal.

## Medio ambiente

Trazado simplificado de los ecosistemas y cuerpos de agua presentes en la comuna de Olivar.

### Componentes bióticos
Dentro del territorio de la comuna se pueden hallar los siguientes ecosistemas:
- Bosque esclerófilo mediterráneo andino donde predominan Quillaja saponaria y Lithrea caustica (Vulnerable)
- Bosque espinoso mediterráneo interior donde predominan Acacia caven y Prosopis chilensis (Vulnerable)

### Medidas de protección ambiental y conflictos socioambientales
Hasta 2022, la comuna de Olivar cuenta con un área territorial destinada a la protección ambiental:
- Cerros Islas Coinco (Sitios ERB)[13]

## Demografía

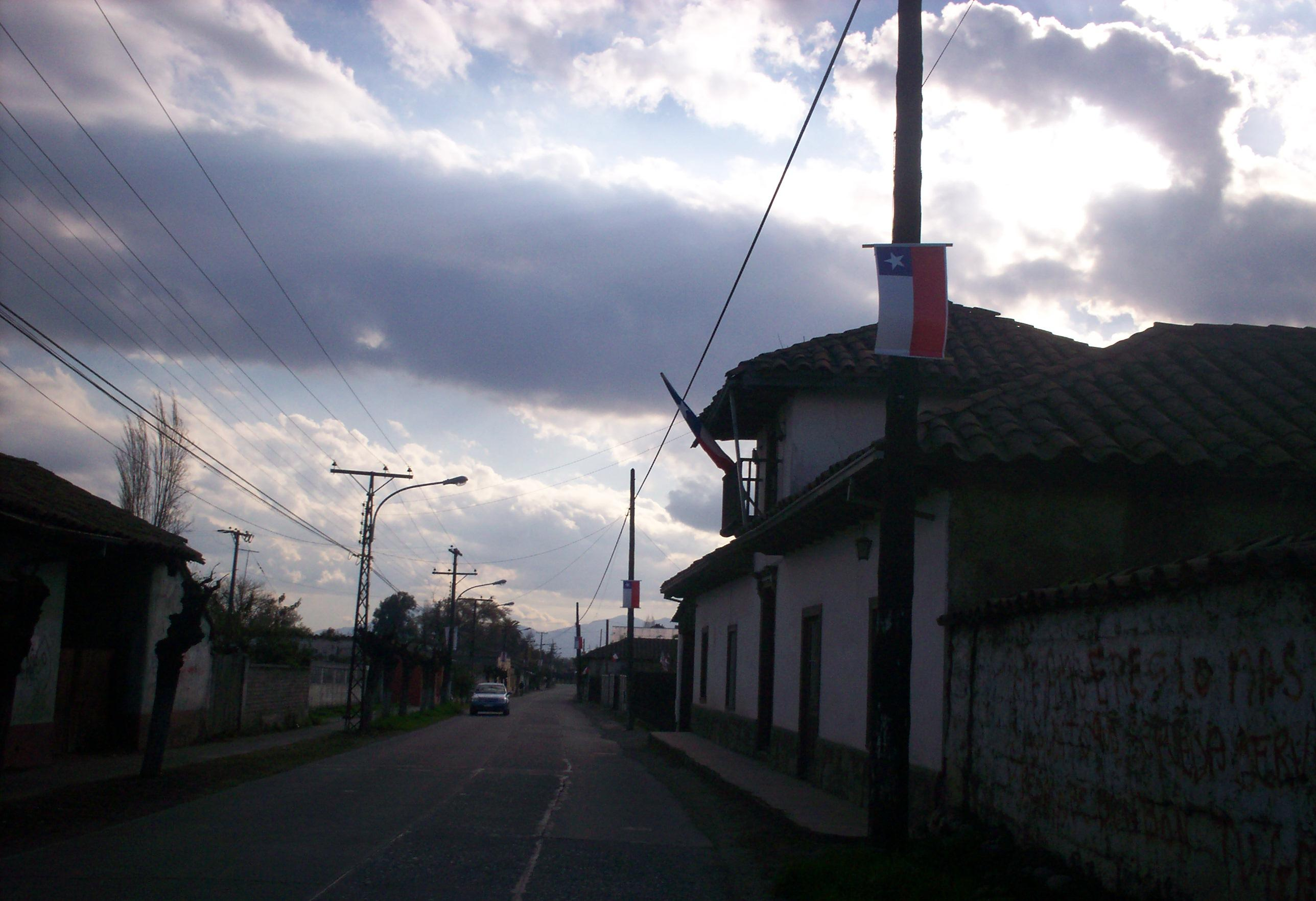
Olivar Alto en 2007

La comuna de Olivar abarca una superficie de 45 km² y una población de 12 335 habitantes (según el censo de 2002), correspondientes a un 0,015 % de la población total de la región y con una densidad de 276,57 hab/km².
Del total de la población, 6091 son mujeres (49,38 %) y 6244 son hombres (50,62 %). Un 35,97 % (4.437) corresponde a población rural y un 64,03 % (7.898) a población urbana.

### Localidades
- Gultro
- Olivar Alto (capital comunal)
- Olivar Bajo

## Administración

### Municipalidad
La Ilustre Municipalidad de Olivar, que es dirigida por la alcaldesa Práxedes Pérez Carrasco (PS), la cual es acompañada por los concejales:
- Sergio Aravena Flores (IND)
- Ramiro Correa Guzmán (IND)
- Evaristo Orellana Correa (PRSD)
- Jorge Peña Bruce (IND)
- Carlos Zapata Vallejos (IND)
- Ana Tobar Pedreros (PDC)

### Representación parlamentaria
Olivar pertenece al distrito electoral n.º 15, que integra junto a las comunas de Rancagua, Graneros, Mostazal, Codegua, Machalí, Rengo, Requínoa, Malloa, Quinta de Tilcoco, Coltauco, Coinco y Doñihue. Asimismo, pertenece a la VIII circunscripción senatorial. Es representada en el Senado por Javier Macaya de la UDI, Alejandra Sepúlveda de FREVS y Juan Luis Castro del PS. Asimismo, está representada en la Cámara de Diputados por Diego Schalper Sepúlveda de RN, Raúl Soto Mardones del PPD y las independientes Marcela Riquelme, Natalia Romero y Marta González.

## Economía
En la comuna de Olivar se destaca por ser una comuna eminentemente agrícola, con un incipiente industria agroindustrial que ha tomado fuerza en los últimos años, la producción agrícola se basa en árboles frutales (preferentemente manzanos, y también cerezos, perales), además de una elevada producción de uva de mesa para la importación (industria agroidustrial) y exportación (mercados internacionales).[cita requerida]
En la denominada agricultura básica la comuna de Olivar se encuentra una variada cantidad de hortalizas, en la que el producto por excelencia es el tomate, creando una economía local del mediano y pequeño agricultor.[cita requerida]
En la zona hay una gran cantidad de packings, o industrias empacadoras de frutas, que son luego exportadas hacia mercados internacionales, principalmente Estados Unidos, Europa y los mercados de Asia. Es por ello que en esta localidad existen muchos empleos esporádicos en las temporadas de producción frutal, llegando muchos trabajadores desde otras zonas del país, aportando una diversidad de conocimiento y mano de obra dispersa. En las estaciones invernales la mano de obra se destina al cuidado y preservación de las plantas frutales, manteniendo la mano de obra local.[cita requerida]
Si bien gran parte de la población se desempeña en el rubro agrícola, en los últimos tiempos se han creados puestos de trabajos locales, con un marcado acento en los servicios,debido a esto se encuentran una gran cantidad de técnicos que prestan desempeño laboral en la capital regional (Rancagua), en distintos rubros.

## Cultura

### Tradiciones

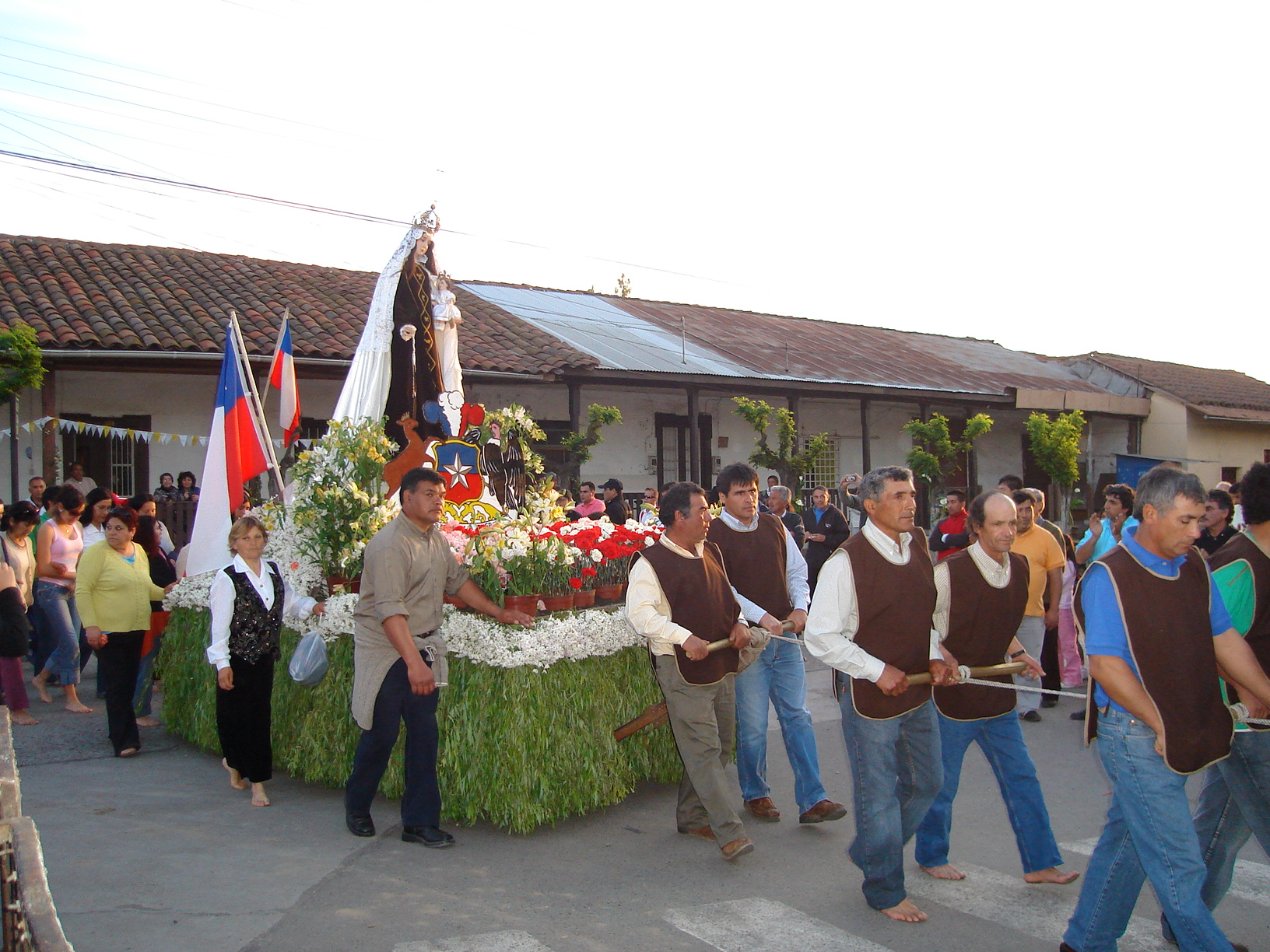
Fiesta de la Virgen del Carmen.

En enero se celebra la «Semana Olivarina», originalmente creada para celebrar el aniversario de la comuna, ya que hasta algunos años se realizaba a fines de febrero. Por lo general se realizan actividades deportivas, culturales, y espectáculos musicales, entre los que han destacado grupos como Los Jaivas, Chancho en Piedra, entre otros.
El tercer domingo de octubre se celebra en El Olivar el día de la Virgen del Carmen de Chile, donde se conmemora la creación de la parroquia, y celebra a la patrona de Chile y de la comuna. Se realiza una procesión por distintos sectores de Olivar Alto, donde se portan varias figuras de santos y a la Virgen de la iglesia parroquial. Además pasan cabalgando varios huasos en sus caballos, que veneran a la Virgen, y toca la banda instrumental Santa Cecilia. También se venera a la Virgen en su día, el 16 de julio.
Otra celebración religiosa muy popular de la comuna es el Cuasimodo, donde se entrega el Sacramento de la Comunión a los enfermos.

## Lugares de interés

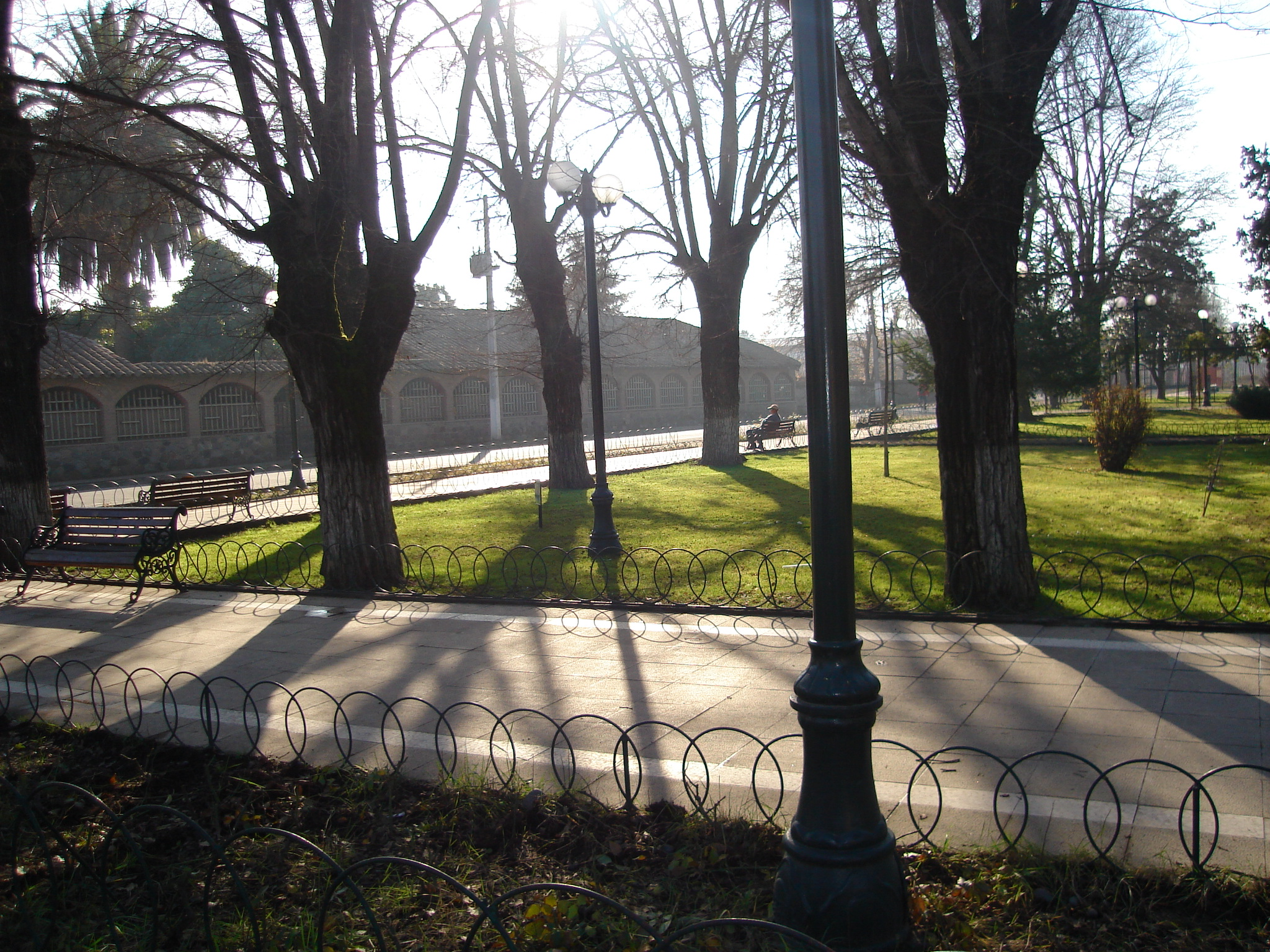
Plaza Esmeralda. Al fondo, la Casa Patronal del fundo San Manuel

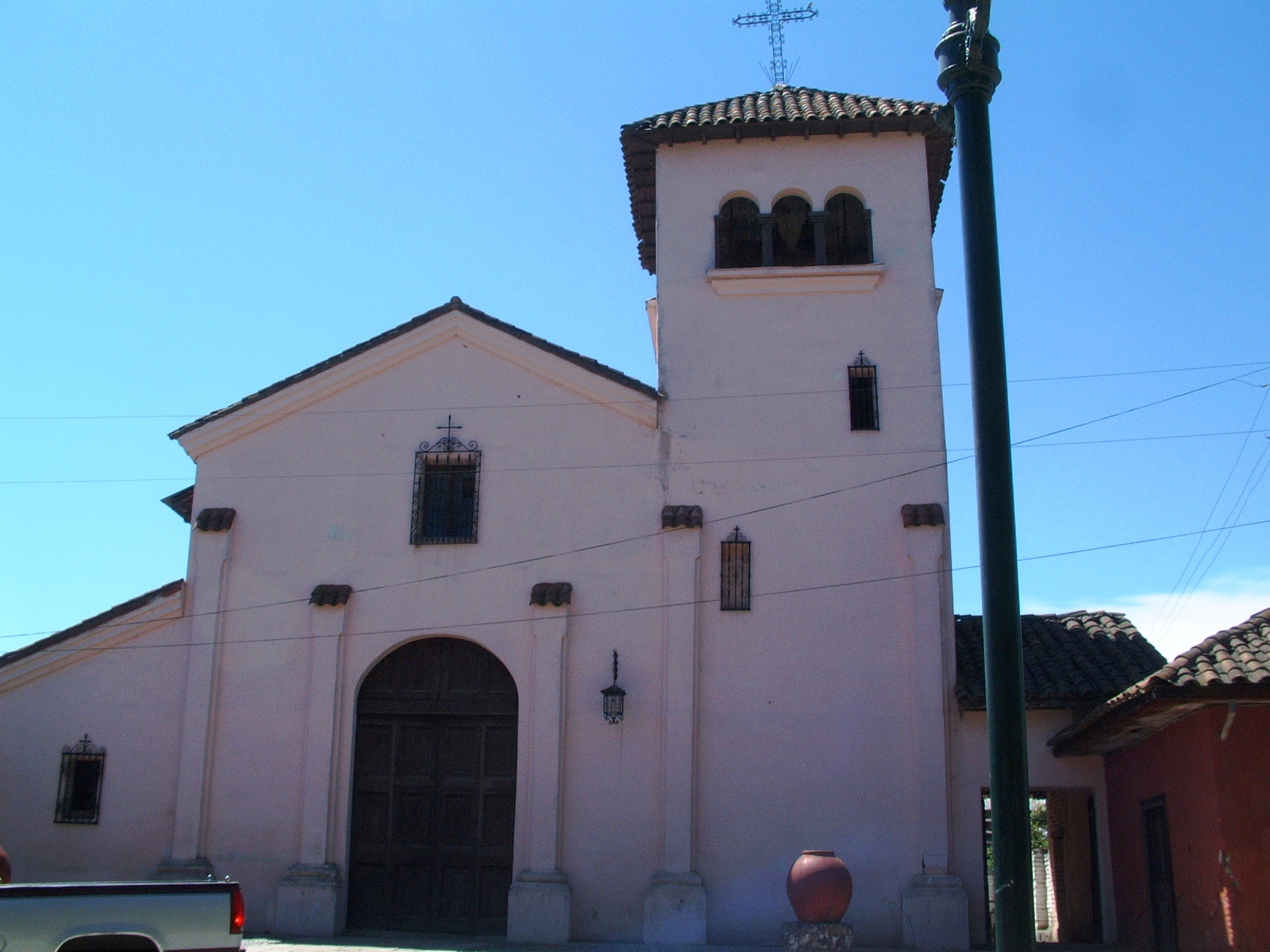
Iglesia del Carmen en 2004

### Plaza Esmeralda
El centro de la actividad de la comuna se encuentra en el sector de Olivar Alto, en la Plaza Esmeralda. La plaza se haya rodeada por importantes construcciones, entre ellas el nuevo edificio que alberga a la Municipalidad, la antigua casona del fundo San Manuel y la iglesia del Carmen. Al suroeste de la plaza está el edificio antiguo de la Municipalidad, típica construcción colonial de adobe, que hoy aloja a la biblioteca, el teatro, y otros servicios públicos.

### Iglesia del Carmen
La Parroquia Nuestra Señora del Carmen, conocida también como Iglesia del Carmen, es el principal templo católico de la comuna. Data de 1840-1845, y es una construcción de adobe, con piso de pastelones de arcilla y piedra huevillo. Posee un techo con tejas de arcilla, ventanas de hierro forjado, y en el frontis destacan dos grandes tinajas, típicas del campo chileno. A un costado de la iglesia se halla una gruta de la Virgen del Carmen, patrona de la parroquia y de la comuna. Además el templo cuenta con una casa parroquial, también construida con adobe.
La parroquia, que antiguamente se llamaba Nuestra Señora de las Mercedes, se ubicaba originalmente en el sector de Olivar Bajo. Había sido creada el 13 de octubre de 1824, en el mandato del Gobernador don José Ignacio Cienfuegos, desmembrándola así de la parroquia de Rengo. En 1840 el matrimonio conformado por Gregorio Guzmán y Manuela Villalobos construye una nueva iglesia en Olivar Alto, la actual, dedicada a la Virgen del Carmen. Las graves falencias estructurales de la antigua parroquia hacen que, en 1859, el Gobierno compre el templo de Olivar Alto para establecer ahí la parroquia de Nuestra Señora del Carmen, lo que se oficializó el 29 de octubre de ese año por el Arzobispo de Santiago Rafael Valentín Valdivieso.
Tras el terremoto de 2010, la parroquia sufrió graves daños que la dejaron inutilizable. En mayo de 2013 comenzaron los trabajos de restauración del templo, los cuales terminaron a fines de 2014. El templo fue reabierto a la comunidad el 24 de noviembre de ese año.

## Transporte
La principal vía de conexión de la comuna con el resto del país es la antigua Carretera Panamericana. Luego de la concesión a la empresa Autopista del Maipo S.A. se construyó un by-pass que pasa por la comuna, pero al cual no se tiene acceso. La entrada principal a El Olivar es la avenida Bernardo O'Higgins. Esta ruta tiene conexión directa con la Ruta del Ácido (Ruta H-35), que bordea el río Cachapoal.
El Olivar tuvo su propia estación de ferrocarriles para pasajeros en el sector de Gultro. Hoy sólo está la estación Los Lirios, desde donde se transporta únicamente carga (ácido sulfúrico).

## Olivarinos ilustres
- José Hipólito Salas y Toro (1812-1883), Obispo de Concepción.[16]